# Incidente Vela

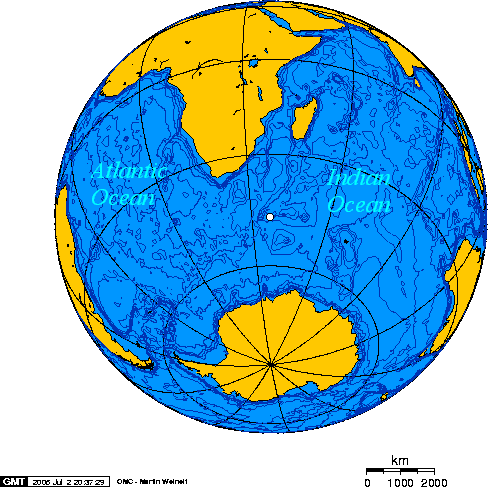
Proiezione ortografica centrata sul luogo dell'incidente

L'incidente Vela, noto anche come flash del sud Atlantico, si verificò il 22 settembre 1979 quando un satellite statunitense di tipo Vela - progettato per la rilevazione di esplosioni nucleari - rilevò un lampo di luce, di origine ignota, tra l'Atlantico meridionale e l'Oceano indiano a sud del Sudafrica, alle coordinate 47°S 40°E, poco più a sud delle Isole del Principe Edoardo. All'epoca dei fatti si ritenne probabile che si trattasse di un'esplosione dovuta a un test nucleare, di cui fu indicato il Sudafrica come uno dei più probabili responsabili. Tuttavia, le ricerche di elementi che potessero confermare tale ipotesi ebbero esiti negativi o incerti. La successiva analisi dei dati ad opera di una commissione d'inchiesta, nominata dall'amministrazione Carter, giunse alla conclusione che l'evento, più che la superficie terrestre, avesse interessato il satellite, indicando nell'impatto di un micrometeorite con il satellite la più probabile spiegazione.
Molte delle informazioni relative a questo evento furono tuttavia secretate e non si è arrivati a una spiegazione definitiva.

## Rilevamento

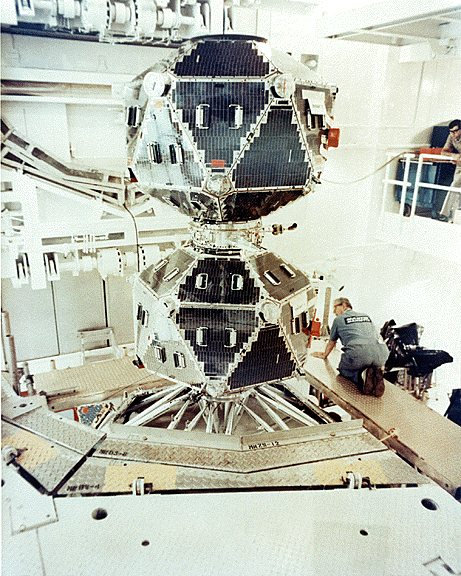
I satelliti Vela 5A e 5B

Il 22 settembre 1979, alle 00:53 GMT, il satellite statunitense 6911 di tipo Vela Hotel rivelò un "doppio lampo" alle coordinate 47°S 40°E. Il satellite era parte di una costellazione di altri dodici elementi specificamente progettati per la rilevazione di esplosioni nucleari. Oltre a trasportare strumenti in grado di rilevare raggi gamma, raggi X e neutroni, il satellite era equipaggiato con due sensori a stato solido di silicio, chiamati bhangmeter, capaci di intercettare il tipico "doppio lampo" (il primo breve e molto intenso seguito da uno più lungo e meno luminoso) di un'esplosione nucleare in atmosfera.
Esistono dei dubbi circa l'attendibilità dell'osservazione. Il satellite in questione era stato lanciato il 23 maggio 1969, più di 10 anni prima, e aveva passato già da due anni il limite di vita operativa previsto. All'epoca del fatto era guasto uno dei sensori di impulsi elettromagnetici presenti a bordo e, nel luglio 1972, aveva avuto un'avaria ai sistemi di memorizzazione dei dati, poi risoltasi da sola nel marzo 1978.
Inoltre, fra le prime speculazioni era stata adombrata anche la possibilità che il satellite avesse registrato la manifestazione di fenomeni naturali, come la caduta di un asteroide o la scarica di un fulmine associata ad una meteora. Il rilevatore a bordo dei satelliti Vela aveva, infatti, già dimostrato la propria sensibilità a fulmini ascendenti di elevata potenza, quando nel 1978 contribuì ad identificarne l'occorrenza sull'isola canadese di Bell.
Tuttavia, i primi rapporti del governo degli Stati Uniti nell'ottobre del 1979 e nel gennaio 1980 dichiaravano che il lampo era stato senza dubbio generato da una esplosione nucleare (in prossimità delle Isole del Principe Edoardo) la cui responsabilità era da ascriversi al Sudafrica. Ma le capacità di rilevazione statunitense nell'area erano ridotte e non furono rilevate onde sismiche o idro-acustiche che potessero confermare l'esplosione. Anche l'invio di una pattuglia di 25 velivoli dell'aviazione statunitense non fornì un riscontro positivo, dal momento che nessuno degli apparecchi rilevò la presenza di radioattività residua. L'unica parziale conferma fu la rilevazione di bassi livelli di iodio 131 (131I, un prodotto della fissione nucleare con breve tempo di dimezzamento) nelle ghiandole tiroidee di alcune pecore negli stati australiani di Tasmania e Victoria alcuni giorni dopo la presunta esplosione. Lo studio dei percorsi dei venti confermò, successivamente, che il materiale in ricaduta da un'esplosione nell'Oceano Indiano meridionale avrebbe potuto essere trasportato fino all'Australia sudoccidentale.
Un fenomeno da alcuni associato all'esplosione fu la rilevazione nella mattina del 22 settembre 1979 di un'onda ionosferica propagante da sud-est a nord-ovest da parte del radiotelescopio di Arecibo. Gli stessi ingegneri del Los Alamos National Laboratory che lavorarono al Programma Vela rimasero convinti della bontà della rilevazione.
Ad ogni modo, l'amministrazione Carter nominò una commissione di esperti con lo scopo di valutare l'attendibilità dei dati forniti dal satellite. Nell'estate del 1980 la commissione rese pubbliche le proprie conclusioni e dichiarò che con tutta probabilità non si era trattato di una esplosione atomica. Poiché un solo satellite aveva riscontrato il fenomeno e le ricognizioni aeree effettuate nell'area della presunta esplosione non avevano individuato tracce di radioattività, la commissione ritenne plausibile che un qualche fenomeno fosse avvenuto in prossimità del satellite e non sulla superficie terrestre. In particolare, indicò come possibile causa della rilevazione la collisione del satellite Vela con un micrometeorite. Il secondo lampo sarebbe stato generato dal materiale prodotto nella collisione che avrebbe riflesso della luce solare verso il sensore.
Tuttavia, il rapporto della commissione suscitò il dubbio che le spiegazioni fornite avessero delle motivazioni politiche. L'ipotesi dell'esplosione atomica restava certamente valida, specie in considerazione del fatto che il satellite aveva già segnalato correttamente ben 41 test nucleari in atmosfera, poi confermati anche da altre fonti.

## Responsabilità
I paesi principali sospettati di aver causato una esplosione atomica non preannunciata furono il Sudafrica ed Israele, che avevano entrambi dei programmi segreti per lo sviluppo di armi nucleari. Un loro test sarebbe stato molto scomodo per l'amministrazione Carter: Israele era un paese strettamente alleato, mentre le relazioni con il Sudafrica erano strette, nonostante fosse malvisto a causa dell'apartheid. Carter aveva lavorato intensamente sulla strada della non proliferazione nucleare e se fosse stato accertato che un paese della sfera di influenza USA avesse effettuato un test a scopi militari, ci sarebbe stata una vigorosa protesta internazionale, causando seri problemi al negoziato che aveva portato nel 1978 alla firma degli accordi di Camp David.
Se una esplosione ci fu, resta comunque difficile attribuirla a uno dei due paesi. Dai dati del satellite, può essere desunto che, nel caso, essa avvenne in un'area circolare di 4800 km di diametro, che copre parte dell'Oceano Indiano, l'Atlantico meridionale, la punta meridionale dell'Africa ed una piccola parte dell'Antartide.

### Sudafrica
Il Sudafrica aveva un programma di sviluppo di armi atomiche e la posizione geografica del test sembra indicare il paese come il più probabile. Però, dopo che il governo, in seguito alla fine dell'apartheid, ha consentito l'accesso a molti documenti relativi al programma atomico del Paese, si è scoperto che il Sudafrica non avrebbe avuto la capacità di costruire un'arma simile prima del novembre 1979, due mesi dopo l'incidente. Tali dati verrebbero confermati anche da un rapporto dell'Agenzia internazionale per l'energia atomica (AIEA), che avrebbe tenuto conto di tutte le bombe prodotte.
Un rapporto della CIA del 21 gennaio 1980 elaborato per l'Arms Control and Disarmament Agency (ACDA) conclude:
( The 22 September 1979 Event, CIA, dicembre 1979.)
La risoluzione del Consiglio di sicurezza delle Nazioni Unite numero 418 del 4 novembre 1977 introdusse un embargo sulle armi nei confronti del Sudafrica, che imponeva a tutti gli Stati di astenersi da "ogni cooperazione con il Sudafrica nella produzione e sviluppo di armi nucleari."

### Israele
All'epoca del fatto Israele aveva molto probabilmente delle armi nucleari, come attestato da un rapporto della CIA del 1974. Vari esperti hanno espresso l'opinione che, se di test si è trattato, Israele ne sia stato uno dei responsabili. Reed e Stillman, in particolare, suggeriscono che si sia trattato di un test congiunto israelo-sudafricano.

### India
L'India aveva condotto il primo test nucleare nel 1974. Fu considerata, quindi, anche la possibilità che si fosse trattato di un test indiano, che tuttavia, oltre ad introdurre inutili complicazioni, rimaneva non necessario, dal momento che il Paese aveva ratificato il Trattato sulla messa al bando parziale dei test nucleari nel 1963 e vi aveva ottemperato sin da allora.

### Francia
Poiché, se accaduta, l'esplosione avrebbe potuto aver luogo nei pressi delle Isole Kerguelen, anche la Francia potrebbe essere stata responsabile dell'esplosione, magari durante il test di una bomba al neutrone o di altre armi nucleari tattiche. Nel 1999 David M. Bresnahan ha suggerito che l'esperimento potrebbe essere avvenuto in collaborazione con gli Stati Uniti.

### Unione Sovietica e Cina
Gli analisti statunitensi ritennero che ci sarebbe stato uno scarso interesse per l'Unione Sovietica o la Cina nell'effettuare un simile test. A meno che, come per la Francia, non si possa essere trattato dello sviluppo di armi nucleari tattiche o del test di un dispositivo primario di un'arma termonucleare. Rimarrebbe, ad ogni modo, senza spiegazione la necessità di eseguire il test nell'Atlantico meridionale.

## Sviluppi successivi
Dal 1980 sono emersi nuovi elementi, ma non si è ancora arrivati ad una risposta definitiva.
Il 22 settembre 1979 l'atmosfera era interessata da un arco aurorale, del quale la strumentazione del satellite TIROS-N misurò un incremento in luminosità 2 minuti dopo la rilevazione del Vela. Alcuni argomentarono che il fenomeno fosse stato dovuto ad un'esplosione nucleare superficiale. Tuttavia, i ricercatori del Los Alamos National Laboratory che analizzarono i dati conclusero che una spiegazione naturale era più corretta e che quindi la correlazione tra i due eventi non era evidente, né necessaria.
Nel febbraio 1994 Dieter Gerhardt, un ex alto ufficiale della marina sudafricana in carcere come spia sovietica, dichiarò che il test era un'operazione congiunta israelo-sudafricana che non avrebbe dovuto essere scoperta. Gerhardt, tuttavia, ammise di non essere stato direttamente coinvolto nell'operazione e di averne saputo in modo non ufficiale.
Il 20 aprile 1997 il quotidiano israeliano Ha'aretz citò il ministro degli esteri sudafricano, Aziz Pahad, che presumibilmente confermava il lampo luminoso del sud Atlantico come un test sudafricano. Il quotidiano citò, inoltre, vecchi rapporti secondo i quali Israele avrebbe comprato 550 tonnellate di uranio dal Sudafrica per il reattore nucleare di Dimona in cambio di dettagli sulla progettazione delle armi nucleari e di materiale atomico adatto a incrementare la potenza di testate atomiche. Poco dopo lo stesso ministro smentì dicendo di essere stato frainteso mentre riportava solo alcune voci che circolavano da anni.
Nel 1999, il Republican Policy Committee del Senato degli Stati Uniti ha dichiarato:
(Comprehensive Test Ban Treaty Cannot Be Verified)
Alcune informazioni in possesso degli Stati Uniti sono state più recentemente rese pubbliche, ma non c'è ancora niente che possa dare una risposta conclusiva e definitiva a quanto si presuppone essere accaduto.
Nel 2006, Tyler Drumheller, agente della CIA in pensione che aveva prestato servizio in Sudafrica dal 1983 al 1988, affermò nel proprio libro On the Brink di avere prove incontrovertibili che il Paese avesse testato una bomba atomica nell'Atlantico meridionale nel 1979, assistito da Israele.
Il 5 maggio 2006, il Governo degli Stati Uniti ha declassificato alcuni rapporti sull'evento, in ottemperanza al Freedom of Information Act.

## Echi letterari e televisivi
L'incidente Vela ha costituito la base per i romanzi The Last War del 1988, di Abe Ariel, e Moby and Ahab on a Plutonium Sea: The Novel Which Ended the Cold War del 2005, di Scott E. Douglas. Nel primo si narra di un test nucleare israeliano effettuato in un'isola non segnata sulle carte. L'episodio è inoltre brevemente tratteggiato all'inizio del libro Firebreak di Richard Hermann.
L'incidente è stato probabilmente anche la fonte di ispirazione per un episodio della quinta stagione della serie TV West Wing - Tutti gli uomini del Presidente intitolato La guerra di Gengis Khan.